# Districte de Punakha
El districte de Punakha (སྤུ་ན་ཁ་), és un dels vint districtes en què es divideix Bhutan. Cobreix una àrea de 6.040 km² i allotjava una població de 16.700 persones el 1985. La seva capital és Punakha.

## Localitats
El districte de Punakha està dividit en nou localitats:
- Chhubu
- Dzomo
- Goenshari
- Guma
- Kabjisa
- Lingmukha
- Shenga Bjime
- Talo
- Toewang

Districte de Punakha
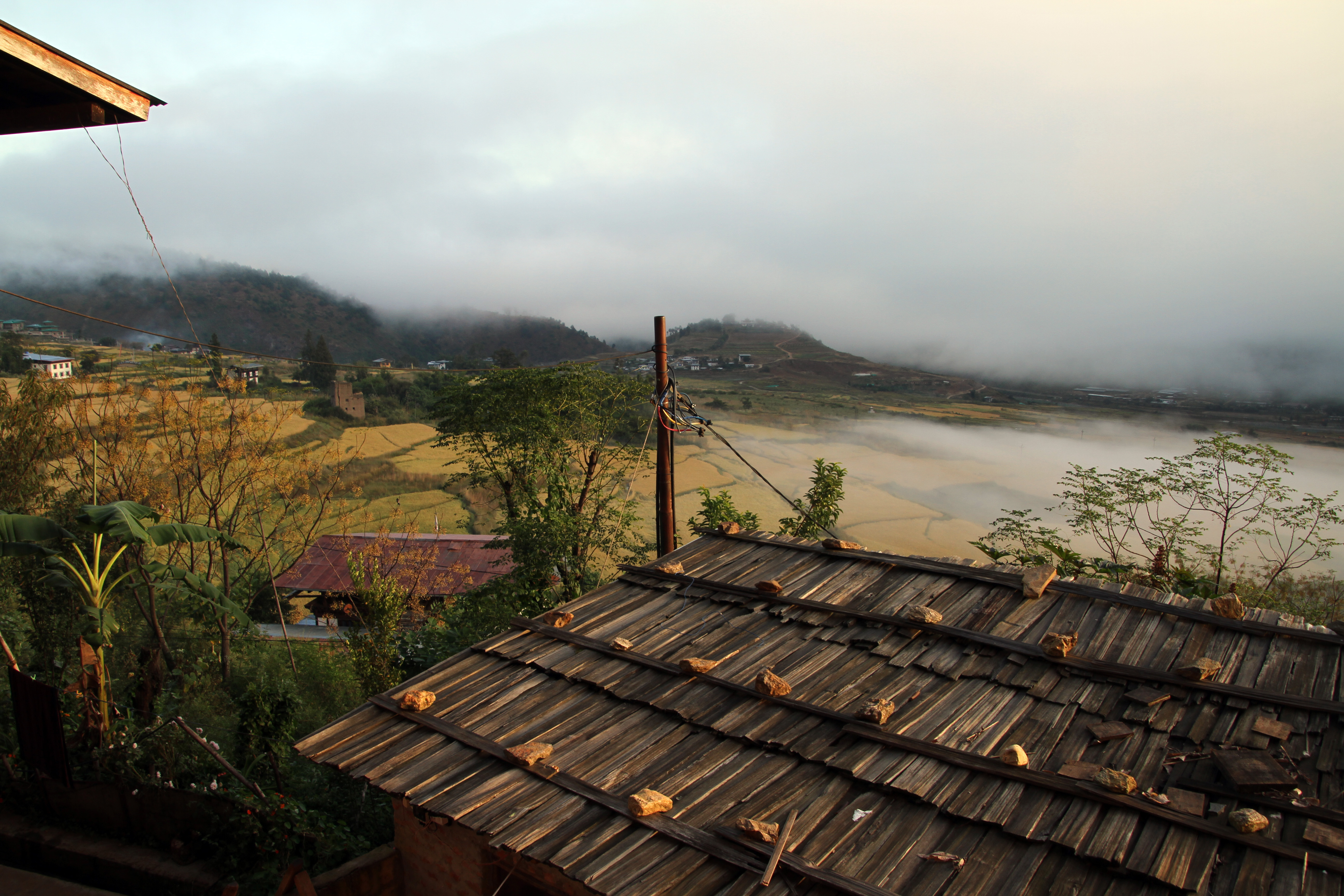
Punakha
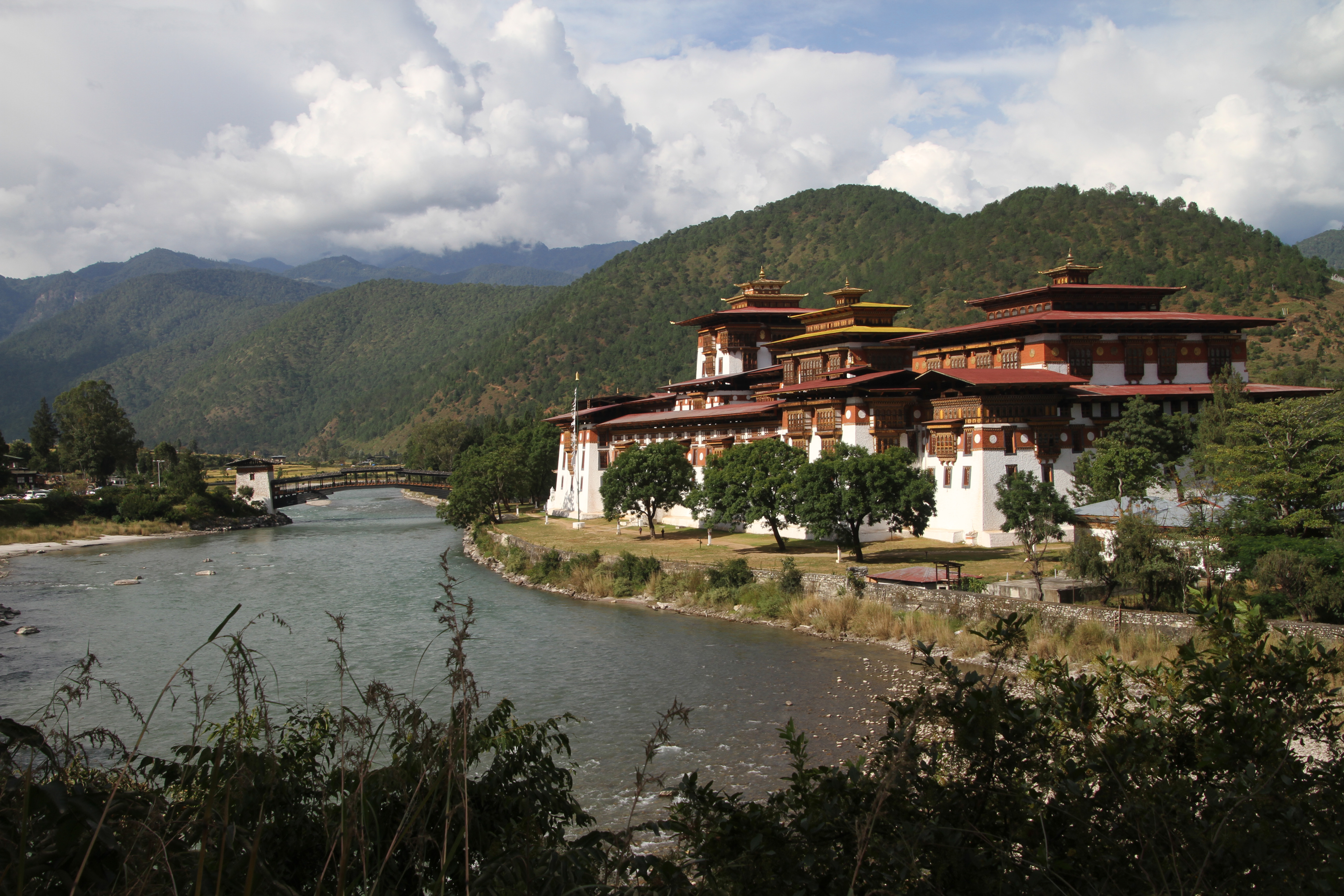
Dzong
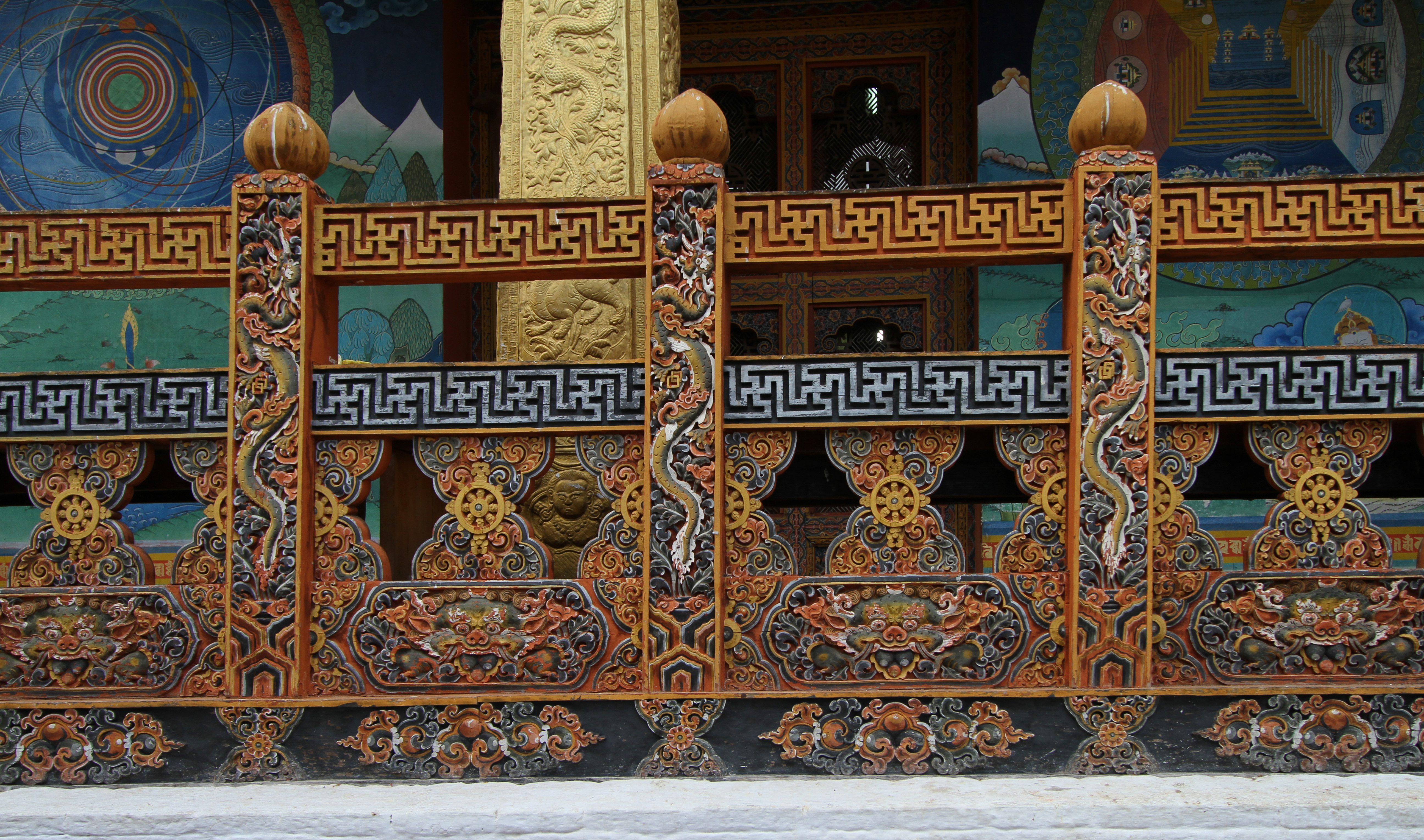
Dzong
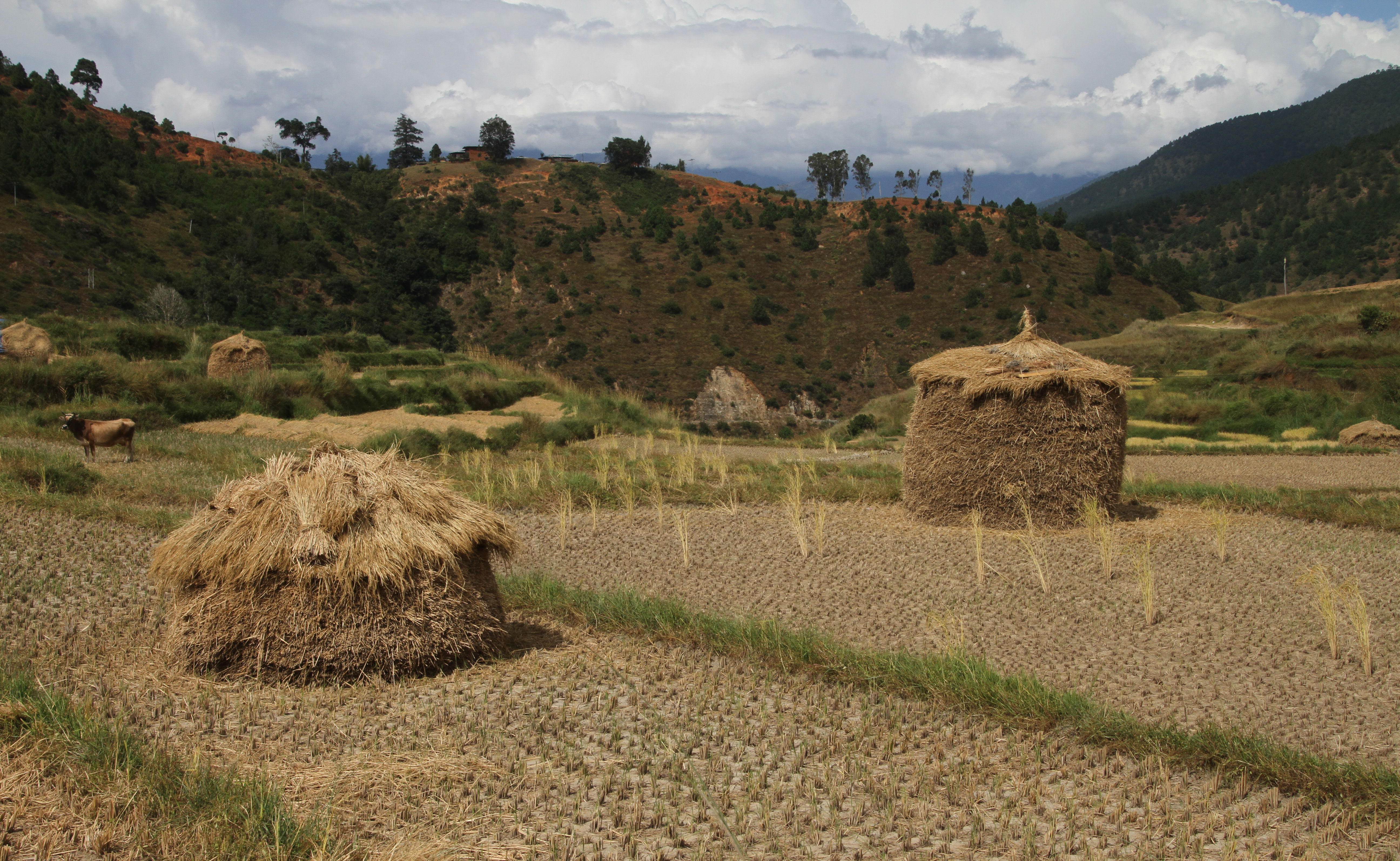
Lobesa
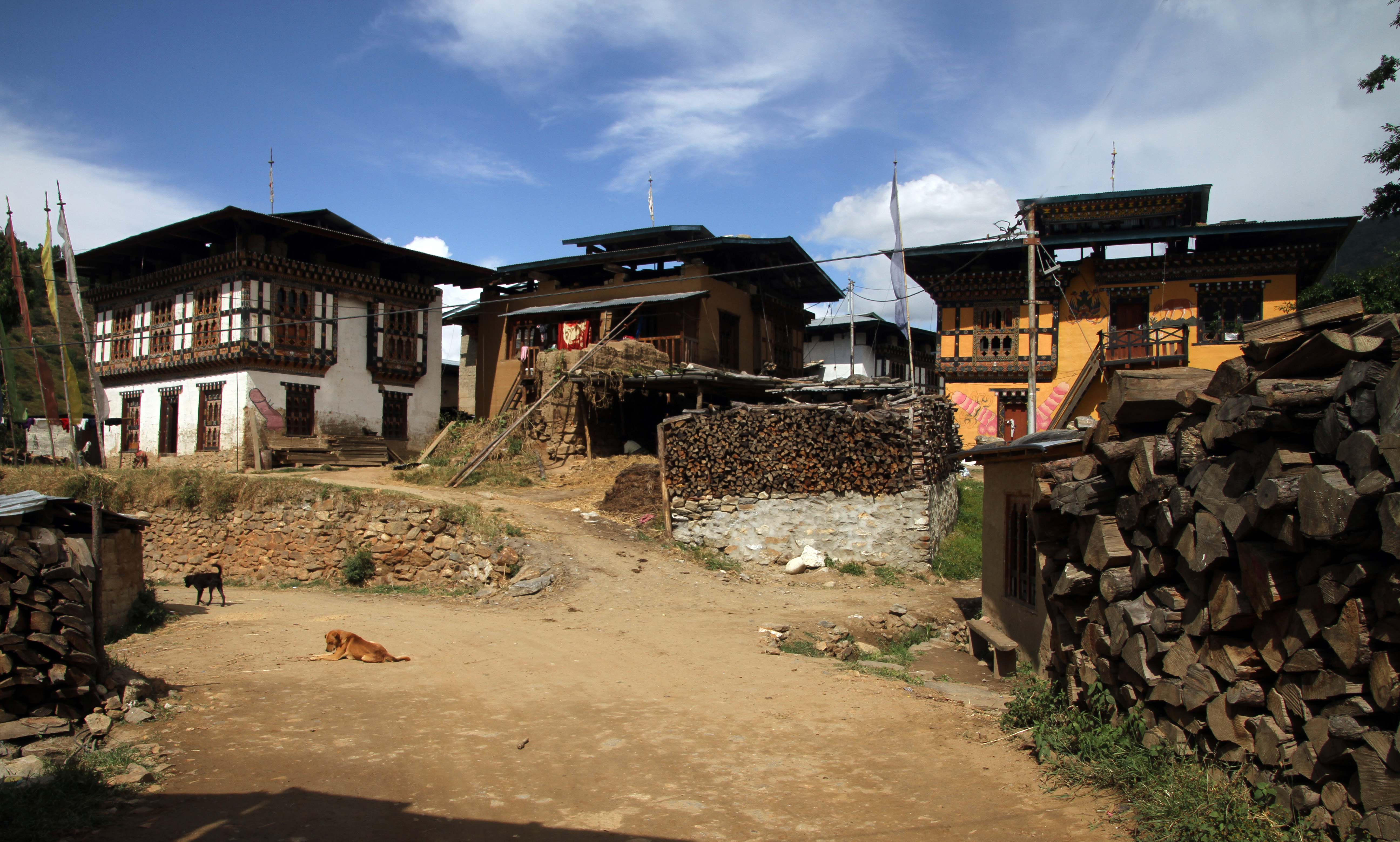
Sopsokha
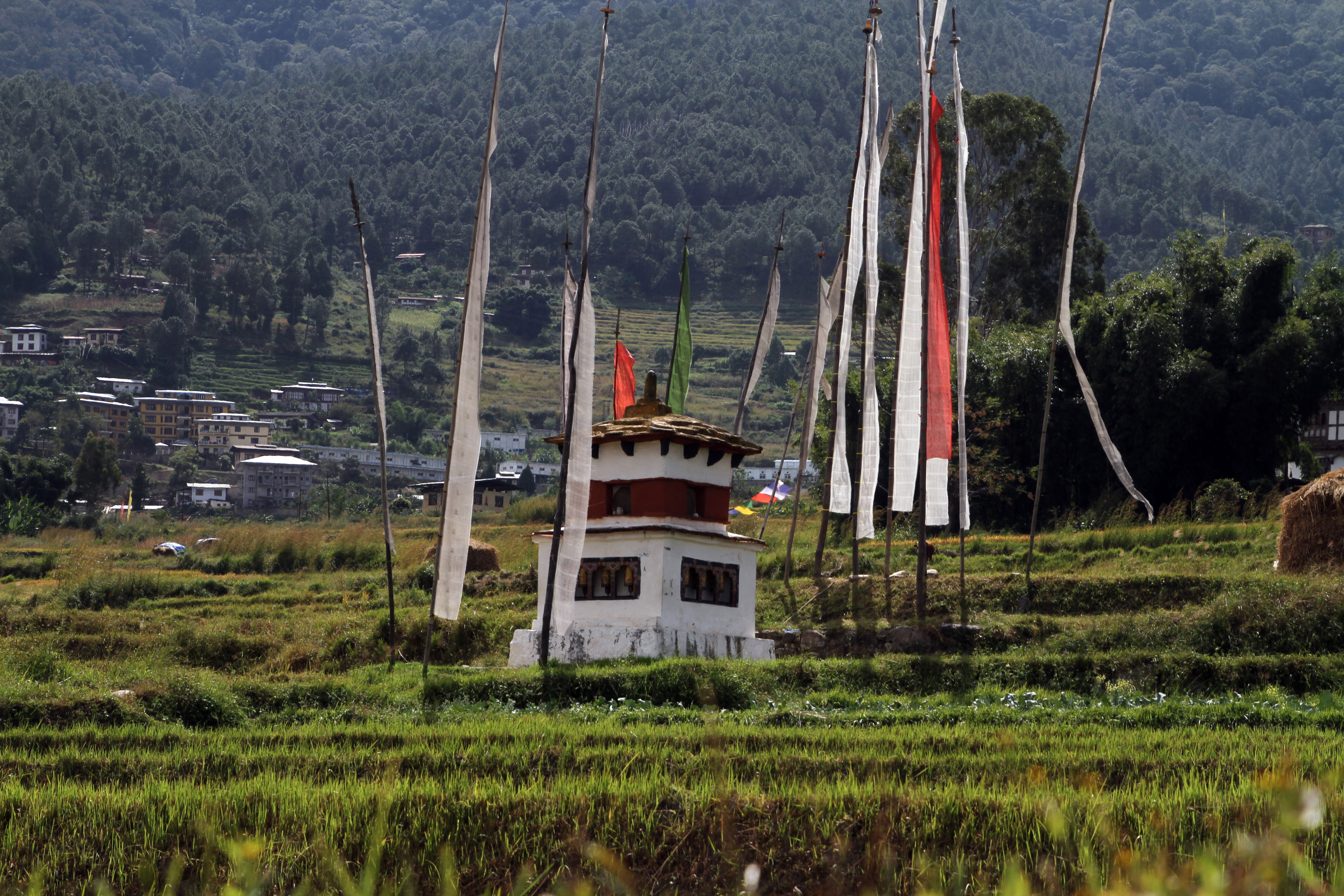
Chime Lhakhang